# Захаров, Марк Анатольевич
Марк Анато́льевич Заха́ров (при рождении — Шири́нкин; 13 октября 1933, Москва, СССР — 28 сентября 2019, Москва, Россия) — советский и российский актёр и режиссёр театра и кино, сценарист, театральный педагог, прозаик, драматург, публицист и общественный деятель. Герой Труда Российской Федерации (2018), народный артист СССР (1991), лауреат трёх Государственных премий Российской Федерации (1992, 1997, 2002) и Государственной премии СССР (1987). Полный кавалер ордена «За заслуги перед Отечеством».
С 1973 года по 2019 год — художественный руководитель и главный режиссёр Московского театра имени Ленинского комсомола («Ленком»).

## Биография

### Образование. Начало карьеры
Родился 13 октября 1933 года в Москве.
В 1955 году окончил актёрский факультет ГИТИСа (ныне Российский институт театрального искусства — ГИТИС), где его педагогами были И. М. Раевский, Г. Г. Конский, П. В. Лесли.
С осени 1955 года — актёр Пермского драматического театра (ныне Пермский академический Театр-Театр). Режиссурой начал заниматься в 1956 году в самодеятельном студенческом коллективе Пермского университета; некоторые из его учеников получили известность. В 1959 году вернулся вместе с супругой Н. Лапшиновой в Москву и устроился работать в Московский драматический театр имени Н. В. Гоголя, из которого перешёл в Московский театр миниатюр (ныне Театр «Эрмитаж») под руководство В. С. Полякова (1960—1964), где играла Н. Лапшинова, после — в Студенческий театр МГУ.

### В Театре сатиры и Ленкоме
С 1965 года — режиссёр Московского театра сатиры, с 1973 года — главный режиссёр Московского театра имени Ленинского комсомола (с 1990 года — «Ленком»).

### Работа на телевидении
Начал работать на ТВ в 1969 году. Первая работа — телеспектакль «Две комедии Бранислава Нушича» (производство: гл. ред. лит-драм. программ ЦТ СССР). В спектакле снимались актёры Московского театра Сатиры.
В 1974 году к 175-летию А. С. Пушкина снял телеспектакль «Пир во время чумы» (производство: ЦТ СССР).
2 января 1977 году на ЦТ состоялась премьера четырёхсерийного фильма «12 стульев» (производство ТО «Экран»). В это время Марк Захаров уже был приглашён в Объединение телевизионных фильмов «Мосфильма». Руководитель, Сергей Колосов, стал автором идеи фильма по пьесе Е. Шварца «Обыкновенное чудо». До ТВ пьеса была поставлена Захаровым в московском Театре Сатиры.
Сам режиссёр считал, что на его телевизионную творческую карьеру оказал влияние телефильм Романа Виктюка «Игроки» производства главной редакции литературно-драматических программ ЦТ СССР (1978).
В 1969 году Марк Захаров поставил на ЦТ телевизионный спектакль по пьесе Бертольта Брехта «Швейк во Второй мировой войне» (нем. Schweyk im zweiten Weltkrieg). Однако в связи с вводом войск в Чехословакию цензура не пропустила работу в эфир. Сейчас телеспектакль доступен к просмотру в открытых архивах Гостелерадиофонда.
До развала Советского Союза в 1991 году вёл телевизионную передачу «Серпантин» на 1-м канале «Останкино».

### Общественная и просветительская работа
В 1989 году был избран народным депутатом СССР от Союза театральных деятелей СССР.
Являлся секретарём Союза театральных деятелей РФ, членом Союза кинематографистов СССР, академиком Академии российского телевидения (1997), академиком Международной академии творчества (2000), академик Российской академии кинематографических искусств «НИКА», академиком Национальной академии кинематографических искусств и наук России, членом Союза писателей Москвы (1999), членом Президиума независимой организации «Гражданское общество» и Национального фонда «Общественное признание», членом Совета попечителей Московского английского клуба. Вёл телепередачу «Серпантин». С 1994 года — член Попечительского совета телекомпании НТВ. С 1996 года — первый заместитель председателя Совета при Президенте РФ по культуре и искусству.
Был сторонником партии «Единая Россия».
Работу в театре много лет сочетал с преподавательской деятельностью. Ещё в 1983 году художественный руководитель Московского академического театра имени В. В. Маяковского А. А. Гончаров пригласил его в ГИТИС преподавать режиссуру. Продолжительное время был профессором кафедры режиссуры РИТИ.
Автор статей по вопросам театра и политики, а также книг «Контакты на разных уровнях» и «Суперпрофессия», посвящённых проблемам современной режиссуры.

### Смерть
Скончался в Москве 28 сентября 2019 года, на 86-м году жизни, от двусторонней пневмонии. Гражданская панихида прошла 1 октября в театре «Ленком». Похоронен на Новодевичьем кладбище, рядом с могилами народных артистов СССР Георгия Данелии, Олега Табакова.

## Семья
Родители познакомились в 1931 году и в следующем году оформили брак.
- Мать, Галина Сергеевна Бардина (1909—1964)[14], окончила театральную студию Ю. Завадского, преподавала в детских драмкружках. Умерла от инфаркта в 54 года.
  - Дед по материнской линии, Сергей Николаевич Захаров, был белым офицером, воевал в армии А. Колчака, затем через Владивосток эмигрировал в Австралию. Его жена Софья Николаевна Бардина (1891—1942)[15] осталась в России, работала заведующей детским домом, умерла в эвакуации в Татарстане (село Шереметьевка).
- Отец, Анатолий Борисович Ширинкин[16][17] (1904, Владикавказ[18] — не ранее 1985, Москва), сын Бориса Леонидовича Ширинкина[19], обучался в Воронежском кадетском корпусе, с началом революции вступил в Красную армию. Впоследствии перебивался случайными заработками, перед арестом работал учителем физкультуры в средней школе. Проживал в Москве. В 1934 году был арестован и осуждён по 58-й статье на три года с последующей высылкой в Рязань[20]. Участник Великой Отечественной войны. Призван 16 марта 1943 года, служил в Московском гарнизоне (Краснопресненский РВК). Сержант. Награждён медалью «За победу над Германией». После демобилизации вновь преподавал физкультуру в школе. В 1949 году был снова выслан[20] как ранее судимый во Владимирскую область (город Киржач). Умер в преклонном возрасте в Москве[21][22].
  - Дед по отцу, Борис Леонидович Ширинкин (1865—1915), дворянин, журналист. Штабс-капитан 9-го гренадерского Сибирского полка. Убит 6 мая 1915 года у дер. Нечулице (Польша) во время Первой мировой войны. Был женат на караимке.
- Жена — Нина Тихоновна Лапшинова (1932—2014), актриса.
- Дочь — Александра Марковна Захарова (род. 17 июня 1962), актриса «Ленкома». Народная артистка РФ (2001).

## Театральные постановки
- 1963 — «Дракон» Е. Л. Шварца (Студенческий театр МГУ)
- 1964 — «Карьера Артуро Уи» Б. Брехта (совместно с С. И. Юткевичем). Художник С. И. Юткевич (Студенческий театр МГУ)
- 1964 — «Неужели вы не замечали?» по В. С. Полякову (Московский театр миниатюр)
- 1966 — «Хочу быть честным» по В. Н. Войновичу (Студенческий театр МГУ)
- 1969 — «Разгром» по А. А. Фадееву. Художник В. Я. Левенталь (Театр им. Вл. Маяковского).
- 1973 — «Путешествие Синдбада-Морехода» (совместно с Батыром Закировым). Художник Г. Юнгвальд-Хилькевич (Ташкентский мюзик-холл)

Московский театр Сатиры
- 1967 — «Доходное место» А. Н. Островского. Художник В. Я. Левенталь
- 1968 — «Банкет» А. Арканова и Г. И. Горина. Художники В. Лалевич, Н. Сосунов
- 1970 — «Проснись и пой!» М. Дьярфаша (совместно с А. Ширвиндтом). Художник Э. Г. Стенберг
- 1971 — «Темп-1929» по Н. Ф. Погодину. Художник А. П. Васильев
- 1972 — «Мамаша Кураж и её дети» Б. Брехта. Художник А. П. Васильев
- 1973 — «Чудак-человек» В. З. Азерникова. Художник В. А. Макушенко.

Театр им. Ленинского комсомола (с 1990 года — Театр «Ленком», с 2019 года — Московский театр «Ленком Марка Захарова»)
- 1973 — «Автоград-XXI» Ю. И. Визбора и М. А. Захарова. Художник А. П. Васильев
- 1974 — «Тиль» Г. И. Горина по мотивам романа Ш. де Костера. Художники О. А. Твардовская, В. А. Макушенко. Композитор Г. И. Гладков
- 1975 — «В списках не значился» Ю. И. Визбора по Б. Л. Васильеву. Художники О. А. Твардовская, В. А. Макушенко
- 1975 — «Иванов» А. П. Чехова. Художники О. А. Твардовская, В. А. Макушенко
- 1975 — «Ясновидящий» по Л. Фейхтвангеру. Художники О. А. Твардовская, В. А. Макушенко
- 1976 — «Звезда и смерть Хоакина Мурьеты» П. М. Грушко по мотивам драматической кантаты П. Неруды. Художник А. Иванов. Композитор А. Л. Рыбников
- 1977 — «Мои Надежды» М. Ф. Шатрова. Художники О. А. Твардовская, В. А. Макушенко
- 1977 — «Хория» И. Друцэ. Художники О. Твардовская, В. Макушенко
- 1977 — «Парень из нашего города» К. М. Симонова (совместно с Ю. А. Махаевым). Художники О. А. Твардовская, В. А. Макушенко
- 1978 — «Вор» В. Мысливского. Художники О. А. Твардовская, В. А. Макушенко
- 1978 — «Революционный этюд» М. Ф. Шатрова (совместно с Ю. А. Махаевым). Художники О. А. Твардовская, В. А. Макушенко
- 1979 — «Жестокие игры» А. Н. Арбузова. Художник О. А. Шейнцис
- 1981 — «Люди и птицы» Б. С. Штейна и Ю. А. Махаева (совместно с Ю. А. Махаевым). Художник О.Шейнцис
- 1981 — «Юнона и Авось» А. А. Вознесенского. Композитор А. Л. Рыбников. Художник О. А. Шейнцис
- 1982 — «Чинарский манифест» А. В. Чхаидзе (совместно с М. Д. Мокеевым). Художник О. А. Шейнцис
- 1983 — «Оптимистическая трагедия» В. В. Вишневского. Художник О. А. Шейнцис
- 1984 — «Проводим эксперимент» В. К. Черныха и М. А. Захарова. Художник О. А. Шейнцис
- 1985 — «Три девушки в голубом» Л. С. Петрушевской. Художник О. А. Шейнцис
- 1986 — «Диктатура совести» М. Ф. Шатрова. Художник О. А. Шейнцис
- 1989 — «Мудрец» («На всякого мудреца довольно простоты») А. Н. Островского. Художник О. А. Шейнцис
- 1989 — «Поминальная молитва» Г. И. Горина по Шолом-Алейхему. Художник О. А. Шейнцис
- 1990 — «Школа для эмигрантов» Д. М. Липскерова. Художник О. Шейнцис
- 1993 — «Безумный день, или Женитьба Фигаро» П. О. Бомарше (совместно с Ю. А. Махаевым). Художник О. А. Шейнцис
- 1994 — «Чайка» А. П. Чехова. Художник О. А. Шейнцис
- 1995 — «Королевские игры» Г. И. Горина по М. Андерсону. Сценография и костюмы Ю. Ф. Хариков. Композитор Ш. Э. Каллош
- 1997 — «Варвар и еретик» по роману Ф. М. Достоевского «Игрок». Художник О. А. Шейнцис
- 1999 — «Мистификация», представление пьесы Н. Н. Садур «Брат Чичиков». Художник О. А. Шейнцис
- 2000 — «Город миллионеров» по мотивам пьесы Э. де Филиппо «Филумена Мартурано». Художник О. А. Шейнцис
- 2001 — «Шут Балакирев» Г. И. Горина. Художник О. А. Шейнцис
- 2002 — «Плач палача» по пьесам Ф. Дюрренматта и Ж. Ануя. Художник О. А. Шейнцис
- 2004 — «Ва-Банк» по пьесе А. Н. Островского «Последняя жертва». Художник О. А. Шейнцис
- 2006 — «Город миллионеров», новая редакция. Сценическая фантазия на темы пьесы Э. Де Филиппо «Филумена Мартурано». Художник О. А. Шейнцис
- 2007 — «Женитьба» Н. В. Гоголя. Художник А. В. Кондратьев
- 2009 — «Вишнёвый сад» А. П. Чехова. Художник А. В. Кондратьев
- 2011 — «Пер Гюнт» Г. Ибсена (М. А. Захаров — автор сценической версии и постановщик). Художник А. В. Кондратьев[24]
- 2013 — «Попрыгунья» по мотивам А. П. Чехова и комедии Аристофана «Птицы». Художник А. В. Кондратьев
- 2015 — «Вальпургиева ночь» по мотивам произведений В. В. Ерофеева. Художник А. В. Кондратьев
- 2016 — «День опричника» по мотивам произведений В. Г. Сорокина «Теллурия» и «День опричника». Художник А. В. Кондратьев
- 2018 — «Фальстаф и принц Уэльский». Вольная сценическая фантазия на темы шекспировских комедий и трагедий. Фарс в двух частях. Художник А. В. Кондратьев
- 2019 — «Капкан» по мотивам сочинений В. Сорокина, сценарных разработок М.Захарова и документальных источников. Премьера спектакля состоялась 2 декабря 2019 года, после ухода из жизни Мастера. Завершила постановку в качестве режиссёра дочь М. А. Захарова, Народная артистка России Александра Захарова. Художник-постановщик М. Яцовскис

## Фильмография

### Роль в кино
- 1970 — Умеете ли вы жить? — провожающий Александра Донченко[25]

### Режиссёр телефильмов
- 1972 — Стоянка поезда — две минуты (совместно с А. С. Орловым)
- 1976 — 12 стульев
- 1978 — Обыкновенное чудо
- 1979 — Тот самый Мюнхгаузен
- 1982 — Дом, который построил Свифт
- 1984 — Формула любви
- 1988 — Убить дракона

### Режиссёр телеспектаклей
- 1969 — Две комедии Бранислава Нушича (фильм-спектакль)
- 1969 — Швейк во Второй мировой войне (телеспектакль, совместно с А. Казьминой, по пьесе Б. Брехта)
- 1975 — Пир во время чумы (фильм-спектакль)
- 1974 — Проснись и пой (фильм-спектакль) (совм. с А. Ширвиндтом, Н. Марусаловой (Иваненковой)
- 1981 — Парень из нашего города (фильм-спектакль) (совм. с Ю. Махаевым, М. Марковой)
- 1981 — Именем Земли и Солнца (фильм-спектакль)
- 1988 — Юнона и Авось (фильм-спектакль)
- 1988 — Диктатура совести (фильм-спектакль)
- 1988 — Три девушки в голубом (фильм-спектакль)
- 1993 — Поминальная молитва (фильм-спектакль) (совм. с В. Безегой, Ю. Махаевым)
- 2002 — Шут Балакирев (фильм-спектакль) (совм. с Н. Скуйбиным)
- 2004 — Ва-Банк (фильм-спектакль) (совм. с О. Корвяковым)
- 2004 — Мудрец (фильм-спектакль) (совм. с О. Корвяковым)
- 2004 — Юнона и Авось (фильм-спектакль)
- 2005 — Безумный день, или Женитьба Фигаро (фильм-спектакль) (совм. с Ю. Махаевым, А. Смирновым)
- 2005 — Варвар и еретик (фильм-спектакль) (совм. с К. Антроповым)
- 2005 — Королевские игры (фильм-спектакль) (совм. с А. Смирновым)
- 2005 — Чайка (фильм-спектакль)
- 2009 — Женитьба (фильм-спектакль) (совм. с О. Корвяковым)
- 2011 — Вишнёвый сад (фильм-спектакль) (совм. с И. Фокиным)
- 2011 — Шут Балакирев (фильм-спектакль)
- 2012 — Женитьба (фильм-спектакль) (совм. с П. Мирзоевым)
- 2012 — Пер Гюнт (фильм-спектакль) (совм. с О. Глушковым, О. Корвяковым)
- 2014 — Небесные странники (фильм-спектакль) (совм. с С. Грицаем, И. Фокиным, Н. Неклюдовым)

### Сценарист
- 1965 — Фитиль (короткометражный) (выпуск № 38 «План и болван»)
- 1966 — 1980 — Кабачок «13 стульев»
- 1969 — Белое солнце пустыни (принимал участие — письма красноармейца Сухова)
- 1970 — Спеши строить дом — автор закадрового текста (совмет с В. Потейкиным, В. Решетниковым)
- 1970 — «Только вам» (кукольный юмористический мультипликационный фильм для взрослых, в котором использованы сцены из спектакля Государственного театра кукол Латвийской ССР «Интеркук»; ТО «Экран»)
- 1972 — Фитиль (короткометражный) (выпуск № 115 «Из-за царапины»)
- 1972 — Стоянка поезда — две минуты
- 1973 — Земля Санникова (совм. с В. Федосеевым)
- 1975 — Весна двадцать девятого
- 1975 — Звезда пленительного счастья (совм. с В. Мотылём, О. Осетинским)
- 1976 — 12 стульев
- 1978 — Обыкновенное чудо
- 1987 — Честь имею (совм. с В. Мотылём)
- 1988 — Проводим эксперимент (фильм-спектакль) (совм. с В. Черных)
- 1988 — Убить дракона (совм. с Г. Гориным)
- 1989 — Узник замка Иф (совм. с Г. Юнгвальд-Хилькевичем)
- 2012 — Пер Гюнт (фильм-спектакль)

### Озвучивание
- 1982 — Дом, который построил Свифт — автор

### Участие в фильмах
- 1988 — Геннадий Гладков (документальный)
- 1991 — Андрей (документальный)
- 2001 — Всеволод Ларионов (из цикла телепрограмм канала ОРТ «Чтобы помнили») (документальный)
- 2002 — Аллилуйя любви (документальный)
- 2004 — Чудо обыкновенного фильма (из авторского цикл С. Урсуляка «Пёстрая лента» о героях советского кино) (документальный)
- 2006 — Евгений Леонов. А слёзы капали … (документальный)
- 2006 — Юлий Ким (из цикла передач «Экология литературы», посвящённых крупнейшим писателям XX века, их жизни и творчеству) (документальный)
- 2006 — Последний герой уходящей эпохи (документальный)
- 2006 — Татьяна Пельтцер (из цикла передач телеканала ДТВ «Как уходили кумиры») (документальный)
- 2007 — Любовь Полищук (из цикла передач телеканала ДТВ «Как уходили кумиры») (документальный)
- 2007 — Анатолий Папанов. Обратная сторона славы (документальный)
- 2007 — Анатолий Папанов. Так хочется пожить.. (документальный)
- 2007 — Евгений Шварц. О чём молчал сказочник? (документальный)
- 2007 — Любовь Полищук. Последние 24 часа (документальный)
- 2008 — Леонид Броневой. Под колпаком у Мюллера (документальный)
- 2008 — Моя обманчивая мрачность. Марк Захаров (документальный)
- 2008 — Поэзия и время. Андрей Вознесенский (документальный)
- 2008 — Простите, голуби… История двух одиночеств (документальный)
- 2008 — Инна Чурикова (из документального цикла «Острова»)
- 2008 — Татьяна Пельтцер (из документального цикла об актёрах советского и российского кино на телеканале «Время»)
- 2008 — Илья Рутберг (из документального цикла об актёрах советского и российского кино на телеканале «Время»)
- 2008 — Александр Абдулов (из документального цикла об актёрах советского и российского кино на телеканале «Время»)
- 2009 — Олег Янковский (из документального цикла об актёрах советского и российского кино на телеканале «Время»)
- 2009 — Александр Абдулов. Роман с жизнью (документальный)
- 2009 — Александр Пороховщиков. Чужой среди своих (документальный)
- 2009 — Александр Ширвиндт. Счастливая жизнь счастливого человека (документальный)
- 2009 — Евгений Леонов. Страх одиночества (документальный)
- 2009 — Николай Караченцов. Любви не названа цена (документальный)
- 2009 — Олег Янковский. В главной роли (документальный)
- 2009 — Татьяна Пельтцер. Осторожно, бабушка! (документальный)
- 2009 — Фуэте длиною в жизнь… (документальный)
- 2010 — Весёлый грустный человек. Григорий Горин (документальный)
- 2010 — Последняя шутка Григория Горина (документальный)
- 2011 — Андрей Миронов. Смотрите, я играю… (документальный)
- 2011 — Ия Саввина. Гремучая смесь с колокольчиком (документальный)
- 2011 — Михаил Державин. Тот ещё «моторчик» (документальный)
- 2011 — Театр, в котором не играют. Театр.doc (документальный)
- 2011 — Я боюсь, что меня разлюбят. Андрей Миронов (документальный)
- 2012 — Семь стариков и одна девушка (из цикла телепрограмм «Тайны советского кино») (документальный)
- 2013 — Ирина Купченко. Необыкновенное чудо (документальный)
- 2013 — Александр Збруев (из документального цикла «Острова»)
- 2014 — Тот самый Мюнхгаузен (из цикла телепрограмм «Тайны советского кино») (документальный)
- 2014 — Олег Янковский. Последняя охота (документальный)
- 2014 — Янковский (документальный)
- 2017 — Его Величество Актёр (документальный)

## Общественная позиция
С 1973 года состоял в КПСС. 21 апреля 1989 года в эфире программы «Взгляд» выступил с первым публичным заявлением о необходимости похоронить Ленина «по-христиански». В 1991 году в прямом эфире этой же программы сжёг свой партийный билет.
В октябре 2008 года подписал открытое письмо-обращение в защиту и поддержку освобождения юриста нефтяной компании ЮКОС Светланы Бахминой.
В июне 2009 года в интервью Русской службе ВВС Захаров заявил:
«Я считаю Ленина государственным преступником. Его надо посмертно судить и вынести ему такой же вердикт, как примерно вынесли Гитлеру.<…> Сейчас, благодаря стараниям Ленина, Сталина, Гитлера, Пол Пота, человеческая жизнь превратилась в ноль».
В марте 2014 года значился в числе тех, кто подписал обращение против политики России в Крыму. Однако позже заявил, что не ставил своей подписи под «фальшивкой провокационного характера» и добавил, что с предложением подписать письмо в поддержку присоединения Крыма к нему никто не обращался. «Если бы обратились, то я бы сделал это обязательно». В 2016 году поддержал аннексию Крыма, назвав Путина «архиодарённым» человеком.
Был доверенным лицом Всероссийской партии «Единая Россия» на выборах в Государственную думу 2003 и 2016 годов. Вместе с тем в 2009 году Захаров назвал своё пребывание в составе Совета сторонников партии «грехом».
В декабре 2017 года поддержал решение Путина баллотироваться на пост президента России.
В 2018 году, оценивая политику Горбачёва и Ельцина, Захаров заявил: «Мне кажется, с Ельциным (при всех их разногласиях) они, в общем, делали одно дело. Мы выбирались из пропасти, в которой оказались».

## Звания и награды
- Герой Труда Российской Федерации (23 апреля 2018) — за особые трудовые заслуги перед государством и народом[38]
- Заслуженный деятель искусств РСФСР (23 декабря 1977) — за заслуги в области советского театрального искусства[39]
- Народный артист РСФСР (3 июня 1988) — за заслуги в области советского театрального искусства[40]
- Народный артист СССР (23 апреля 1991) — за большие заслуги в развитии советского театрального искусства и плодотворную общественную деятельность[5]
- Государственная премия СССР (1987) — за постановку спектаклей «„Юнона“ и „Авось“» А. Л. Рыбникова и «Диктатура совести» М. Ф. Шатрова в Театре имени Ленинского комсомола
- Государственная премия Российской Федерации в области литературы и искусствв 1992 года — за спектакль «Поминальная молитва» по мотивам пооизведений Шолом-Алейхема (пьеса Г.Горина) в Московском театре «Ленком»[41]
- Государственная премия Российской Федерации (1997)
- Государственная премия Российской Федерации (2002)
- Премия Правительства Российской Федерации в области культуры за 2011 год — за спектакль «Пер Гюнт» в театре «Ленком»[42]
- Премия города Москвы в области литературы и искусства (2010)[43]
- Орден «За заслуги перед Отечеством» I степени (13 октября 2008) — за выдающийся вклад в развитие отечественного театрального искусства и многолетнюю творческую деятельность[44]
- Орден «За заслуги перед Отечеством» II степени (11 октября 2003) — за выдающийся вклад в развитие театрального искусства[45]
- Орден «За заслуги перед Отечеством» III степени (26 апреля 1997) — за заслуги перед государством и большой личный вклад в развитие театрального искусства[46]
- Орден «За заслуги перед Отечеством» IV степени (13 сентября 2013) — за выдающийся вклад в развитие отечественного театрального искусства и многолетнюю творческую деятельность[47]
- Орден Дружбы народов (14 ноября 1980) — за большую работу по подготовке и проведению Игр XXII Олимпиады[48]
- Медаль «В память 850-летия Москвы»
- Медаль «Ветеран труда»
- Благодарность Президента Российской Федерации (11 июля 1996) — за активное участие в организации и проведении выборной кампании Президента Российской Федерации в 1996 году[49]
- Благодарность Президента Российской Федерации (16 сентября 2002) — за большой вклад в развитие театрального искусства[50]
- Международная Премия Станиславского (Международный Фонд К. С. Станиславского, 1995)[51]
- Премия «Хрустальная Турандот» в номинации «Лучшая режиссёрская работа» (1999, спектакль «Мистификация», Театр «Ленком»)
- Премия им. Г. А. Товстоногова (2003) — за выдающийся вклад в развитие театрального искусства
- Премия «Триумф» (2005)
- Премия «Звезда пленительного счастья» в номинации «За вклад в развитие и воспитание творческой молодёжи» и «За вклад в создание духовного образа нового поколения» (2006)
- Театральная премия им. Р. А. Быкова (2006)
- Почётный общественный титул «Выдающийся деятель культуры года» (2006, Всероссийская премия «Российский Национальный Олимп»)
- Премия «Чайка» в номинации «Обыкновенное чудо» за лучшую сцену в спектакле «Женитьба» (2007)
- Национальная премия «Музыкальное сердце театра» (2007) — Гранд-премия за выдающиеся творческие достижения в области музыкального театра
- Благотворительная премия «Добрый ангел мира» (2007)
- Национальная премия «Россиянин года» (2007)[52]
- Специальный приз от Гильдии кинорежиссёров России на открытии Международного кинофестиваля фильмов о правах человека «Сталкер» (2008)
- Премия «Звезда Театрала» в номинации «Самый преданный читатель» (2009)
- Международная премия «Персона года» (2009)
- Международная Премия Станиславского (Международный Фонд К. С. Станиславского, 2010)[51] в номинации «за вклад в развитие российского театра»
- Премия «Хрустальная Турандот» в номинации «За долголетнее и доблестное служение театру» (2011)
- Специальный приз «За выдающийся вклад в российский кинематограф» кинопремии «Золотой орёл» (2014) — картины режиссёра Марка Захарова «Обыкновенное чудо», «Тот самый Мюнхгаузен», «Формула любви» заслужили зрительскую любовь ещё много лет назад[53][54][55] (награду вручал Л. Бокерия)
- Театральная премия «Золотая маска» (Москва, 2014) — за выдающийся вклад в развитие театрального искусства
- Лауреат фестиваля «Музыкальное сердце России» (2007)
- Орден Святого Станислава (1998)
- Орден «Меценат» (2004)
- Орден «Меценаты столетия» (2007)
- Орден Святого Александра Невского (2008)
- Орден «За Вклад в культуру»
- Орден «За Честь и доблесть» в номинации «Выдающийся деятель культуры года»
- Золотой Почётный знак «Общественное признание» (1998)
- Знак отличия «За заслуги перед Москвой» (2003)
- Почётная грамота Московской городской Думы (9 октября 2013) — за заслуги перед городским сообществом и в связи с юбилеем[56]
- Медаль I степени «За труды и Отечество» (2003)
- МТФ «Злата Прага» в Праге (1980, Приз жюри журналистов, Приз за режиссуру, фильм «Тот самый Мюнхгаузен»)
- ВТФ (1981, Приз «За высокое мастерство и оригинальный творческий поиск», фильм «Тот самый Мюнхгаузен»)[57]
- Почётный член Российской академии художеств[58]
- Почётное звание Профессора режиссуры РАТИ (ГИТИС) (2002)[59].

## Память
- 1 октября 2019 года в Москве на доме по адресу: Настасьинский переулок, 5 появилось граффити — портрет Марка Захарова[60].
- 21 ноября 2019 года приказом Департамента культуры г. Москвы Московский государственный театр «Ленком» переименован в Московский государственный театр «Ленком Марка Захарова»[23].
- 19 октября 2020 года на Новодевичьем кладбище открыт памятник Марку Захарову. Скульптор — Александр Рукавишников[61].
- 4 мая 1999 года в честь М. А. Захарова назван астероид 5359 Markzakharov, открытый в 1974 году астрономом Л. И. Черных.